# Ofensiva sobre o Crescente Petrolífero (2017)
A Ofensiva sobre o Crescente Petrolífero foi uma ofensiva militar ocorrida durante a Segunda Guerra Civil Líbia, lançada pelas Brigadas de Defesa de Bengazi em 3 de março de 2017 e que resultou na tomada de controle de uma faixa de território costeiro entre as cidades de Nofaliya e Ras Lanuf, que foram então entregues ao Governo do Acordo Nacional. Vários portos petrolíferos significativos estão localizados nesta área, mais conhecida como Crescente Petrolífero. A perda do Crescente Petrolífero foi percebida por analistas como um grande revés para o poder do Marechal Khalifa Haftar.
Em 14 de março, o Exército Nacional Líbio recuperou todas as posições perdidas para as Brigadas de Defesa de Bengazi e para as Brigadas de Misrata em uma contra-ofensiva após vários dias de bombardeio aéreo.

## Antecedentes
Os portos petrolíferos alvejados pela ofensiva estavam sob o controle do Exército Nacional Líbio, que apoia o parlamento eleito baseado em Tobruk, desde setembro de 2016 quando foram capturados da Guarda das Instalações Petrolíferas. As Brigadas de Defesa de Bengazi, uma milícia dominada pelos islamitas, foram fundadas na primavera de 2016 por combatentes expulsos da importante cidade de Bengazi, no leste, pelo Exército Nacional Líbio. As Brigadas de Defesa de Bengazi estavam aliadas com elementos sobreviventes da Guarda das Instalações Petrolíferas derrotada.

## Ofensiva
Depois de peregrinar pelo norte do deserto do Saara a partir da cidade de Zella, as Brigadas de Defesa de Bengazi atacaram simultaneamente os portos de Nofaliya, Bin Jawad, al-Sidra e Ras Lanuf em 3 de março. Já sobrecarregada pelos insurgentes no nordeste da Cirenaica, a Força Aérea da Líbia não conseguiu responder efetivamente aos ataques simultâneos do grupo. Depois de um período curto mas intenso de combates, o Exército Nacional Líbio retirou-se para o leste, deixando as Brigadas de Defesa de Bengazi no controle dos portos. Em 4 de março, pelo menos nove pessoas teriam morrido na ofensiva. Nos dias seguintes, ataques aéreos foram lançados pela Força Aérea Líbia contra as Brigadas de Defesa de Bengazi, e a partir de 7 de março, o Exército Nacional Líbio estaria reunindo forças para um contra-ataque, a ser lançado a partir da cidade de Brega, possivelmente com a assistência dos Emirados Árabes Unidos. Mais tarde naquele dia, no entanto, as Brigadas de Defesa de Bengazi anunciaram que haviam entregado os portos capturados ao Governo do Acordo Nacional, que respondeu enviando a Guarda das Instalações Petrolíferas para a área.

## Contraofensiva
Em 9 de março, depois de obter o endosso de anciãos tribais em Bengazi, o Exército Nacional Líbio lançou uma contraofensiva no Crescente Petrolífero, com brigadas blindadas sendo enviadas para a área. No dia seguinte, foi relatado que os ataques aéreos tinham como alvo al-Sidra e Ras Lanuf e que combates pesados tinham eclodido em Uqayla, uma pequena cidade localizada na linha de frente.
Na noite de 11 de março, os ataques aéreos realizados pelos aviões da Operação Dignidade mataram dois membros da Guarda das Instalações Petrolíferas, conforme relataram fontes da Guarda.
Em 14 de março de 2017, o Exército Nacional Líbio recapturou todas as posições perdidas para as Brigadas de Defesa de Bengazi e para as Brigadas de Misrata em uma contraofensiva após vários dias de bombardeio aéreo. Segundo fontes locais, 21 soldados do Exército Nacional Líbio foram mortos durante os combates. Enquanto isso, o porta-voz do Exército Nacional Líbio, Ahmed Al-Mismari, afirmou que os remanescentes das Brigadas de Defesa de Bengazi haviam fugido para Misrata e Jufra.

## Reações
Desde o início da ofensiva, ambos os lados acusam seus adversários de implantar mercenários. À medida que os combates ocorriam, o Conselho dos Deputados anunciou, em 7 de março, a retirada do seu apoio ao acordo de paz patrocinado pela ONU e ao Governo do Acordo Nacional, e convocou novas eleições, a serem realizadas em fevereiro de 2018. Isso ocorreu como resultado da eclosão do conflito entre o Exército Nacional Líbio e as milícias islâmicas, com as últimas sendo apoiadas pelo Governo do Acordo Nacional. O parlamento líbio baseado em Tobruk se opõe a essas forças e quer que o Governo do Acordo Nacional condene suas ações. O porta-voz do parlamento Abdullah Ablaihig afirmou que "o governo de unidade não é mais legítimo, assim como o seu conselho presidencial e qualquer coisa relacionada com esta entidade." 